# Bergamottina
La bergamottina è una furocumarina naturale che si trova principalmente nel succo di pompelmo. Venne trovata per la prima volta nell'olio essenziale di bergamotto, da cui il nome.

## Descrizione
La bergamottina è un potente competitore ed inibitore metabolico dell'isoforma CYP3A4 del citocromo P450 epatico; questo citocromo è, in breve, un complesso di enzimi del fegato che sovrintende al metabolismo della stragrande maggioranza delle sostanze introdotte nell'organismo, dai farmaci ai nutrienti alle sostanze tossiche (tutti insieme vanno sotto il nome di xenobiotici); l'isoforma 3A4 (una forma particolare di questo complesso enzimatico), in particolare, metabolizza circa il 50% di tutti i farmaci attualmente prescritti per le terapie. La bergamottina agendo da competitore rende meno disponibile il citocromo per le molecole di farmaco, mentre come inibitore diminuisce la produzione degli enzimi a livello epatico. Il farmaco non viene così metabolizzato e l'effetto terapeutico si esplica  in modo amplificato rispetto a quanto previsto, in quanto la molecola non viene inattivata; nel caso in cui si trattasse di "profarmaco" e pertanto di una molecola che necessiti di bioattivazione ad opera del CYP3A4 per possedere attività farmacologica, l'effetto da competitore di tale sistema enzimatico causa una mancata bioattivazione del profarmaco, che pertanto non esprime il suo effetto.
La 6',7'-diidrossibergamottina deriva formalmente dalla bergamottina per idrossilazione del doppio legame in posizione 6'-7'.